# Pterostichus tenebricosus
Pterostichus tenebricosus är en skalbaggsart som beskrevs av Pierre François Marie Auguste Dejean. Pterostichus tenebricosus ingår i släktet Pterostichus och familjen jordlöpare. Inga underarter finns listade i Catalogue of Life.